# Santomeri
Santomeri  este un oraș în Grecia în prefectura Ahaia.